# Райнер Цительман
Райнер Цительман (нім. Rainer Zitelmann, нар. 14 червня 1957) — німецький історик, соціолог, підприємець й автор книг, який спеціалізується на дослідженні багатства та капіталізму. Здобув популярність своїми працями про фінансовий успіх мільйонерів і мільярдерів. Цительман є активним захисником капіталістичної економічної моделі та критикує антикапіталістичні погляди.

## Біографія
Райнер Цительман народився у Франкфурті, Німеччина, у 1957 році, у сім'ї письменника й теолога Арнульфа Цительмана. Під час навчання він був маоїстом. 
У 1986 році Цительман закінчив Дармштадський технічний університет і отримав звання доктора філософії (з відзнакою) під керівництвом професора Карла Отмара фон Аретіна. Його дисертацію було видано як книгу з назвою «Національний соціалізм Гітлера» (нім. «Hitler. Selbstverständnis eines Revolutionärs»; англ. «Hitler's National Socialism»).У 1987 році він склав другий державний іспит з післядипломної освіти з відзнакою.З 1987 по 1992 рік Цительман був доцентом у Вільному університеті Берліна.
З 1992 по 1993 рік він обіймав посаду літературного редактора і члена виконавчої ради видавництва «Ullstein und Propyläen», яке на той час було третім за величиною видавництвом у Німеччині. Згодом він приєднався до команди головної німецької щоденної газети «Die Welt», де очолював численні відділення, перш ніж стати керівником відділення нерухомості.
У 2000 році він заснував Dr.ZitelmannPB.GmbH, яка стала провідною компанією з надання консультаційних послуг з питань позиціонування та комунікацій для німецької індустрії нерухомості. У 2016 році він продав компанію в рамках викупу адміністрацією.
Цительман був успішним інвестором у нерухомість. З 1999 по 2009 рік він задешево купував житло в оренду, більшість з якого продав після 2015 року. Саме завдяки цим інвестиціям він розбагатів .
У 2016 році під керівництвом професора Вольфганга Лаутербаха з факультету економіки та соціальних наук Потсдамського університету Цительман здобув другу докторську ступінь за дисертацію з психології надбагатих і отримав звання доктора соціології (з відзнакою). Його дослідження було опубліковано англійською мовою з назвою «Еліта багатства» («The Wealth Elite») у 2018 році.
Цительман є автором матеріалів багатьох великих європейських та американських ЗМІ, включаючи такі газети, як «Die Welt», «FAZ», «Focus» (Німеччина), «Neue Zürcher Zeitung» (Швейцарія), «City AM» (Великобританія), «Forbes», «Washington Examiner», «National Interest» (США), «Linkiesta» (Італія) та «Le Point» (Франція). Основними темами, які він висвітлює, є захист капіталізму і дослідження багатства.

## Історичні публікації: «Національний соціалізм Гітлера»
У своїй першій дисертації Цительман проаналізував широкий спектр вичерпних джерел для реконструкції концепцій Гітлера і цілей його соціальної, економічної та внутрішньої політики. Одним з висновків досліджень Цительмана стало те, що Гітлер глибше розмірковував над питаннями соціальної та економічної політики. Він також довів, що антикапіталістичні та соціально-революційні мотиви відігравали більшу роль у світогляді Гітлера, ніж це вважалося раніше, і що він вважав себе революціонером.
Книга була рецензована в багатьох міжнародних журналах. У «Journal of Modern History» Клеменс фон Клемперер писав: «Цительман вирішив утриматися від моральних суджень, але тим голосніше лунає його прискіплива і відповідальна вченість. Його книга є віхою в нашому розумінні Адольфа Гітлера».
Після публікації дисертації Цительман зайнявся виданням серії книг з історії Німеччини ХХ століття.

## Соціологічні публікації: «Еліта багатства» аналізує психологію надбагатих
У 2017 році дослідження Цительмана про людей із надвисокими статками, активи яких сягають десятки й сотні мільйонів, було опубліковано як «Еліта багатства: новаторське дослідження психології надбагатих». В основі книги глибинні інтерв'ю з 45 багатими людьми. Дослідження проводилось у формі якісного соціологічного дослідження, оскільки для кількісного дослідження надбагатих не існує достатньо великих репрезентативних когорт. Більшість опитаних були мультимільйонерами, які досягли успіху власними силами. Дослідження показує, що велика частка надбагатих людей займалася підприємницькою діяльністю ще в шкільні та/або університетські часи. Їхні досягнення в навчанні не відігравали вирішальної ролі в досягнутому ними рівні статків: у верхьому квартилі опитаних навіть було більше осіб без університетської освіти, ніж у нижньому квартилі. При ухваленні рішень, надбагаті респонденти Цительмана, як правило, діяли інтуїтивно, а не керувалися аналізом. Дослідження показало, що неявні знання, отримані в результаті часто неформального досвіду навчання, відіграють набагато більш значущу роль, ніж академічна освіта. Усі респонденти пройшли тест особистості «Велика п'ятірка». Він виявив, що совісність була особливо сильною рисою, а невротизм — особливо слабкою. Екстраверсія та відкритість до нового досвіду також були яскраво вираженими рисами. Це відповідає результатам попередніх досліджень. Однак вони недооцінювали роль навичок продажів у фінансовому успіху супербагатих. Самі респонденти надзвичайно високо оцінили їх важливість. Більшість заможних респондентів подолали значні невдачі та кризи на шляху до багатства — і з інтерв'ю випливає, що є багато схожого у тому, як вони справляються з поразками та невдачами. Одним із ключових висновків дослідження є те, що багато людей, які досягли успіху самостійно, є нонконформістами, які неодноразово пливли проти течії панівної думки і змогли наростити своє багатство як бунтарі. Дослідження привернуло велику увагу в усьому світі і було опубліковано багатьма мовами. «Дослідження психології надбагатих Райнера Цительмана є амбітним проектом. Мало хто є більш кваліфікованим для його проведення, ніж сам доктор Цительман — історик, соціолог, журналіст, бізнесмен та інвестор. Порівнянних досліджень не проводилося, і це захоплююче читання для всіх, кому потрібно зрозуміти характерні риси та мотивацію багатих підприємців. Ці люди стимулюють економічне зростання, підтримують інновації, створюють робочі місця і фінансують благодійні проекти. То чому ж таке дослідження не було проведено раніше? Важко отримати доступ до цих людей і створити анкети, які згенерують змістовну відповідь» («The Financial Times»).

## Соціологічні публікації: Стереотипи та упередження щодо багатих
У 2020 році була опублікована книга Цительмана «Багаті в громадській думці», в якій він критикує той факт, що академічне дослідження упереджень досі нехтує вивченням упереджень щодо однієї конкретної меншості: багатих. Його книга заснована на міжнародному опитуванні, проведеному Інститутом Алленсбаха та Ipsos Mori у Німеччині, США, Великобританії та Франції. За результатами опитування респондентів було розподілено на три групи: «соціальні заздрісники», «не заздрісники» та «амбівалентні». Цительман розрахував коефіцієнт соціальної заздрості, який виражає співвідношення соціальних заздрісників і не заздрісників у будь-якій окремо взятій країні. Значення 1,0 показує, що кількість соціальних заздрісників і не заздрісників однакова. Значення менше 1,0 вказує на те, що кількість не заздрісників переважає кількість соціальних заздрісників. Відповідно, соціальна заздрість найвища у Франції — 1,26, за нею йде Німеччина — 0,97. Соціальна заздрість значно нижча у США (0,42) та Великобританії (0,37). Точність розрізнення цих трьох груп можна побачити, перш за все, у чітко розбіжних відповідях, наданих соціальними заздрісниками і не заздрісниками на десятки інших елементів опитування.
Після публікації дослідження Цительман замовив додаткові опитування в інших країнах, результати яких оприлюднено в статті для «Economic Affairs» «Ставлення до багатства в семи країнах: коефіцієнт соціальної заздрості та індекс настроїв щодо багатих» в 2021 році.
Загалом Цительман написав і опублікував 26 книг.

## Англійською мовою доступні такі книги
- The Nazi Elite, New York University Press, New York, 1993, ISBN 978-0-81477-950-7.
- Hitler: The Policies of Seduction, Allison & Busby, London, 2000, ISBN 978-1-90280-903-8.
  - (Expanded edition 2022: Hitler's National Socialism, Management Books 2000, Gloucestershire, 2022, ISBN 978-1-85252-790-7
- Dare to be Different and Grow Rich, Indus Source Books, Mumbai 2012, ISBN 978-8-18856-937-3.
- The Wealth Elite: A groundbreaking study of the psychology of the super rich, Lid Publishing, London and New York 2018, ISBN 978-1-91149-868-1.
- The Power of Capitalism: A Journey Through Recent History Across Five Continents, Lid Publishing, London and New York 2018, ISBN 978-1-91255-500-0.
- Dare to be Different and Grow Rich: The Secrets of Self-Made People, Lis Publishing, London and New York 2019, ISBN 978-1-91255-567-3.
- The Art of a Successful Life: The Wisdom of the Ages from Confucius to Steve Jobs., Lid Publishing, London and New York 2020, ISBN 978-1-91255-567-3.
- The Rich in Public Opinion: What We Think When We Think about Wealth, Cato Institute, Washington 2020, ISBN 978-1-94864-767-0.
- How People Become Famous: Geniuses of Self-Marketing from Albert Einstein to Kim Kardashian. Management Books 2000. Gloucestershire, 2021, ISBN 978-1-85252-789-1.